# Octavia (Nebraska)
Octavia – wieś w Stanach Zjednoczonych, w stanie Nebraska, w hrabstwie Butler.